# Adrian Șut
Adrian Șut (Cociuba Mare, 30 de abril de 1999) es un futbolista rumano que juega en la demarcación de centrocampista para el FCSB de la Liga I.

## Selección nacional
Tras jugar con las categorías inferiores de la selección, finalmente el 22 de marzo de 2024 hizo su debut con la selección de Rumania en un partido amistoso contra Irlanda del Norte que finalizó con un resultado de empate a uno tras los goles de Jamie Reid para Irlanda del Norte, y de Dennis Man para Rumania.

### Participaciones en Eurocopas
| Copa          | Sede     | Resultado        | Partidos | Goles |
| ------------- | -------- | ---------------- | -------- | ----- |
| Eurocopa 2024 | Alemania | Octavos de final | 0        | 0     |

## Clubes
| Club                  | País    | Año       | Partidos | Goles |
| --------------------- | ------- | --------- | -------- | ----- |
| ASA 2013 Târgu Mureș  | Rumania | 2016      | 2        | 0     |
| CS Speranța Jucu      | Rumania | 2017      |          |       |
| CS Pandurii Târgu Jiu | Rumania | 2017-2018 | 29       | 3     |
| LPS HD Clinceni       | Rumania | 2018-2020 | 67       | 11    |
| FCSB                  | Rumania | 2020-     | 184      | 14    |

## Palmarés

### Títulos nacionales
| Título               | Club | País    | Año  |
| -------------------- | ---- | ------- | ---- |
| Liga I               | FCSB | Rumania | 2024 |
| Liga I               | FCSB | Rumania | 2025 |
| Supercopa de Rumania | FCSB | Rumania | 2025 |